# Галльська хроніка 511
Га́лльська хро́ніка 511 року (лат. Chronica gallica a. DXI) — анонімна ранньосередньовічна хроніка, що описує події 379—511 років.

## Хроніка
«Галльська хроніка 511 року» збереглася в єдиному рукописі XIII століття, що зберігається на даний час в Мадриді. Вперше текст хроніки був опублікований в 1552 році. Передбачається, що протограф, з якого зроблена копія XIII століття, був складений в 733 р., бо в збереженому рукописі є запис про включення в цьому році в протограф «галльської хроніки 511 року», а також творів Сульпіція Севера й Ідація.
Передбачається, що анонімний автор хроніки проживав на півдні Галлії (можливо, в Марселі або в Арлі). Його твір є продовженням «Хроніки» Ієроніма Стридонського: твір починаючись зі сходження на престол Римської імперії Феодосія I Великого, хроніка закінчується записом про консулів 510—511 років. У роботі над своєю хронікою автор використовував ряд попередніх історичних творів, такі як, роботи Ієроніма Стридонського, Павла Орозія, Сульпіція Севера та Ідація, а також був знайомий з хронікою Проспера Аквітанського і, можливо, з «галльською хронікою 452 року».
Всю свою увагу автор хроніки приділяє подіям, що сталися в Галлії та північній частині колишньої Римської Іспанії, особливо — завоювань вестготів. Записи хроніки дуже лаконічні й в більшості випадків більш детально описані в інших історичних джерелах. Однак в «галльській хроніці 511 року» містяться і кілька унікальних свідчень, наприклад, про загибель у бою з вестготами близько 471 р. Антеміола, сина імператора Прокопія Антема. Незважаючи на наявні помилки в хронології, хроніка в ряді випадків має точніше датування, ніж ближчі до тих подій хроніки Ідація та «Галльська хроніка 452 року».